# سن-کولومبان
سن-کولومبان (به فرانسوی: Saint-Colomban) یک کامین در فرانسه است که در لوآر-آتلانتیک واقع شده‌است.

## خصوصیات
سن-کولومبان ۳۵٫۷۲ کیلومترمربع مساحت و ۲٬۰۲۷ نفر جمعیت دارد و ۱۵ متر بالاتر از سطح دریا واقع شده‌است.